# كيفن بيل
كيفن بيل (بالإنجليزية: Kevin Bell)‏ هو لاعب كرة قاعدة أمريكي، ولد في 13 يوليو 1955 في لوس أنجلوس في الولايات المتحدة.

## وصلات خارجية
- كيفن بيل على موقعبيزبول رفرنس.كوم (الدوري الرئيسي) (الإنجليزية)
- كيفن بيل على موقعبيزبول رفرنس.كوم (الدوري الثانوي) (الإنجليزية)